# Indian Premier League 2018
Die Indian Premier League 2018 (offiziell: VIVO Indian Premier League 2018) war die elfte Saison des im Twenty20-Format ausgetragenen Wettbewerbes für indische Cricket-Teams und fand zwischen dem 7. April und 27. Mai 2018 statt. Im Finale konnten sich die Chennai Super Kings gegen die Sunrisers Hyderabad mit acht Wickets durchsetzen.

## Teilnehmer
Die acht teilnehmenden Franchises aus Indien sind:
- Chennai Super Kings
- Delhi Daredevils
- Kolkata Knight Riders
- Kings XI Punjab
- Mumbai Indians
- Rajasthan Royals
- Royal Challengers Bangalore
- Sunrisers Hyderabad

Dabei waren Chennai Super Kings und Rajasthan Royals erstmals nach einer zweijährigen Sperre wieder dabei. Die zwischenzeitlichen Ersatz-Teams Rising Pune Supergiant und Gujarat Lions erhielten keine Spielerlaubnis.

## Stadien
Die folgenden Stadion werden während des Turniers genutzt.
| Stadion                                    | Stadt     | Kapazität | Team/Spiele              |
| ------------------------------------------ | --------- | --------- | ------------------------ |
| M. Chinnaswamy Stadium                     | Bangalore | 42.000    | Royal Chall. Bangalore   |
| M. A. Chidambaram Stadium                  | Chennai   | 46.000    | Chennai Super Kings      |
| Feroz Shah Kotla                           | Delhi     | 48.000    | Delhi Daredevils         |
| Rajiv Gandhi International Cricket Stadium | Hyderabad | 55.000    | Sunrisers Hyderabad      |
| Holkar Stadium                             | Indore    | 30.000    | Kings XI Punjab          |
| Sawai Mansingh Stadium                     | Jaipur    | 23.185    | Rajasthan Royals         |
| Eden Gardens                               | Kolkata   | 82.000    | Kolkata Knight Riders    |
| Wankhede Stadium                           | Mumbai    | 33.000    | Mumbai Indians, Playoffs |
| Punjab Cricket Association Stadium         | Mohali    | 35.000    | Kings XI Punjab          |
| Subrata Roy Sahara Stadium                 | Pune      | 42.000    | Playoffs                 |

## Format
Die acht Franchises spielen in einer Gruppe jeweils zweimal gegen jede andere Mannschaft. Dabei erhält sie für jeden Sieg zwei, für jedes Unentschieden oder No Result einen Punkt. Die vier Erstplatzierten der Gruppe qualifizierten sich für die Playoffs die im Page-Playoff-System ausgetragen werden.

## Medien
Zu dieser Saison wurde ein neuer Übertragungsrechte-Vertrag vergeben. Diesen konnte sich Star India für 163.48 Milliarden Rupie (2.5 Milliarden US-Dollar) für die Saisons 2018–2022 sichern, was eine 158 % Erhöhung im Vergleich zum letzten Vertrag bedeutete.

## Spielerauktion
Die Spielerauktion fand am 27. und 28. Januar 2018 statt. Jedes Franchise durfte fünf Spieler aus der vorhergehenden Saison behalten, für die Chennai Super Kings und die Rajasthan Royals wurden Sonderregelungen getroffen.

## Ergebnisse

### Tabelle
Die Tabelle der Vorrunde gestaltete sich wie folgt:
| Teams                  | Sp. | S | N | NR | P  | NRR    |
| ---------------------- | --- | - | - | -- | -- | ------ |
| Sunrisers Hyderabad    | 14  | 9 | 5 | 0  | 18 | +0.284 |
| Chennai Super Kings    | 14  | 9 | 5 | 0  | 18 | +0.253 |
| Kolkata Knight Riders  | 14  | 8 | 6 | 0  | 16 | –0.070 |
| Rajasthan Royals       | 14  | 7 | 7 | 0  | 14 | −0.250 |
| Mumbai Indians         | 14  | 6 | 8 | 0  | 12 | +0.317 |
| Royal Chall. Bangalore | 14  | 6 | 8 | 0  | 12 | +0.129 |
| Kings XI Punjab        | 14  | 6 | 8 | 0  | 12 | –0.502 |
| Delhi Daredevils       | 14  | 5 | 9 | 0  | 10 | −0.222 |

| Qualifiziert fürs Halbfinale |
| ---------------------------- |

### Vorrunde
| 7. April Scorecard | Mumbai | Mumbai Indians 165-4 (20)                | – | Chennai Super Kings 169-9 (19.5) |
|                    |        | Chennai Super Kings gewinnt mit 1 Wicket |   |                                  |

| 8. April Scorecard | Mohali | Delhi Daredevils 166-7 (20)           | – | Kings XI Punjab 167-4 (18.5) |
|                    |        | Kings XI Punjab gewinnt mit 6 Wickets |   |                              |

| 8. April Scorecard | Kolkata | Royal Chall. Bangalore 176-7 (20)           | – | Kolkata Knight Riders 177-6 (18.5) |
|                    |         | Kolkata Knight Riders gewinnt mit 4 Wickets |   |                                    |

| 9. April Scorecard | Hyderabad | Rajasthan Royals 125-9 (20)               | – | Sunrisers Hyderabad 127-1 (15.5) |
|                    |           | Sunrisers Hyderabad gewinnt mit 9 Wickets |   |                                  |

| 10. April Scorecard | Chennai | Kolkata Knight Riders 202-6 (20)          | – | Chennai Super Kings 205-5 (19.5) |
|                     |         | Chennai Super Kings gewinnt mit 5 Wickets |   |                                  |

| 11. April Scorecard | Jaipur | Rajasthan Royals 153-5 (17.5/17.5)                | – | Delhi Daredevils 60-4 (6/17.5) |
|                     |        | Rajasthan Royals gewinnt mit 10 Runs (D/L method) |   |                                |

| 12. April Scorecard | Hyderabad | Mumbai Indians 147-8 (20)                | – | Sunrisers Hyderabad 151-9 (20) |
|                     |           | Sunrisers Hyderabad gewinnt mit 1 Wicket |   |                                |

| 13. April Scorecard | Bangalore | Kings XI Punjab 155 (19.2)                        | – | Royal Chall. Bangalore 159-6 (19.3) |
|                     |           | Royal Challangers Bangalore gewinnt mit 4 Wickets |   |                                     |

| 14. April Scorecard | Mumbai | Mumbai Indians 194-7 (20)              | – | Delhi Daredevils 195-3 (20) |
|                     |        | Delhi Daredevils gewinnt mit 7 Wickets |   |                             |

| 14. April Scorecard | Kolkata | Kolkata Knight Riders 138-8 (20)          | – | Sunrisers Hyderabad 139-5 (19) |
|                     |         | Sunrisers Hyderabad gewinnt mit 5 Wickets |   |                                |

| 15. April Scorecard | Bangalore | Rajasthan Royals 217-4 (20)          | – | Royal Chall. Bangalore 198-6 (20) |
|                     |           | Rajasthan Royals gewinnt mit 19 Runs |   |                                   |

| 15. April Scorecard | Mohali | Kings XI Punjab 197-7 (20)         | – | Chennai Super Kings 193-5 (20) |
|                     |        | Kings XI Punjab gewinnt mit 4 Runs |   |                                |

| 16. April Scorecard | Kolkata | Kolkata Knight Riders 200-9 (20)          | – | Delhi Daredevils 129 (14.2) |
|                     |         | Kolkata Knight Riders gewinnt mit 71 Runs |   |                             |

| 17. April Scorecard | Mumbai | Mumbai Indians 213-6 (20)          | – | Royal Chall. Bangalore 167-8 (20) |
|                     |        | Mumbai Indians gewinnt mit 46 Runs |   |                                   |

| 18. April Scorecard | Jaipur | Rajasthan Royals 160-8 (20)                 | – | Kolkata Knight Riders 163-3 (18.5) |
|                     |        | Kolkata Knight Riders gewinnt mit 7 Wickets |   |                                    |

| 19. April Scorecard | Mohali | Kings XI Punjab 193-3 (20)          | – | Sunrisers Hyderabad 178-4 (20) |
|                     |        | Kings XI Punjab gewinnt mit 15 Runs |   |                                |

| 20. April Scorecard | Chennai | Chennai Super Kings 204-5 (20)          | – | Rajasthan Royals 140 (18.3) |
|                     |         | Chennai Super Kings gewinnt mit 64 Runs |   |                             |

| 21. April Scorecard | Kolkata | Kolkata Knight Riders 191-7 (20)                   | – | Kings XI Punjab 126-1 (11.1/13) |
|                     |         | Kings XI Punjab gewinnt mit 9 Wickets (D/L method) |   |                                 |

| 21. April Scorecard | Delhi | Delhi Daredevils 174-5 (20)                       | – | Royal Chall. Bangalore 176-4 (18) |
|                     |       | Royal Challengers Bangalore gewinnt mit 6 Wickets |   |                                   |

| 22. April Scorecard | Hyderabad | Chennai Super Kings 182-3 (20)         | – | Sunrisers Hyderabad 178-6 (20) |
|                     |           | Chennai Super Kings gewinnt mit 4 Runs |   |                                |

| 22. April Scorecard | Jaipur | Mumbai Indians 167-7 (20)              | – | Rajasthan Royals 168-7 (19.4) |
|                     |        | Rajasthan Royals gewinnt mit 3 Wickets |   |                               |

| 23. April Scorecard | Delhi | Kings XI Punjab 143-8 (20)         | – | Delhi Daredevils 139-8 (20) |
|                     |       | Kings XI Punjab gewinnt mit 4 Runs |   |                             |

| 24. April Scorecard | Mumbai | Sunrisers Hyderabad 118 (18.4)          | – | Mumbai Indians 87 (18.5) |
|                     |        | Sunrisers Hyderabad gewinnt mit 31 Runs |   |                          |

| 25. April Scorecard | Bangalore | Royal Chall. Bangalore 205-8 (20)         | – | Chennai Super Kings 207-5 (19.4) |
|                     |           | Chennai Super Kings gewinnt mit 5 Wickets |   |                                  |

| 26. April Scorecard | Hyderabad | Sunrisers Hyderabad 132-6 (20)          | – | Kings XI Punjab 119 (19.2) |
|                     |           | Sunrisers Hyderabad gewinnt mit 13 Runs |   |                            |

| 27. April Scorecard | Delhi | Delhi Daredevils 219-4 (20)          | – | Kolkata Knight Riders 164-9 (20) |
|                     |       | Delhi Daredevils gewinnt mit 55 Runs |   |                                  |

| 28. April Scorecard | Chennai | Chennai Super Kings 169-5 (20)       | – | Mumbai Indians 170-2 (19.4) |
|                     |         | Mumbai Indians gewinnt mit 8 Wickets |   |                             |

| 29. April Scorecard | Jaipur | Sunrisers Hyderabad 151-7 (20)          | – | Rajasthan Royals 140-6 (20) |
|                     |        | Sunrisers Hyderabad gewinnt mit 11 Runs |   |                             |

| 29. April Scorecard | Bangalore | Royal Chall. Bangalore 175-4 (20)           | – | Kolkata Knight Riders 176-4 (20) |
|                     |           | Kolkata Knight Riders gewinnt mit 6 Wickets |   |                                  |

| 30. April Scorecard | Chennai | Chennai Super Kings 211-4 (20)          | – | Delhi Daredevils 198-5 (20) |
|                     |         | Chennai Super Kings gewinnt mit 13 Runs |   |                             |

| 1. Mai Scorecard | Bangalore | Royal Chall. Bangalore 167-7 (20)               | – | Mumbai Indians 153-7 (20) |
|                  |           | Royal Challengers Bangalore gewinnt mit 14 Runs |   |                           |

| 2. Mai Scorecard | Delhi | Delhi Daredevils 196-6 (17.1/17.1)               | – | Rajasthan Royals 146-5 (12/17.1) |
|                  |       | Delhi Daredevils gewinnt mit 4 Runs (D/L method) |   |                                  |

| 3. Mai Scorecard | Kolkata | Chennai Super Kings 177-5 (20)              | – | Kolkata Knight Riders 180-4 (17.4) |
|                  |         | Kolkata Knight Riders gewinnt mit 6 Wickets |   |                                    |

| 4. Mai Scorecard | Indore | Kings XI Punjab 174-6 (20)           | – | Mumbai Indians 176-4 (19) |
|                  |        | Mumbai Indians gewinnt mit 6 Wickets |   |                           |

| 5. Mai Scorecard | Chennai | Royal Chall. Bangalore 127-9 (20)         | – | Chennai Super Kings 128-4 (18) |
|                  |         | Chennai Super Kings gewinnt mit 6 Wickets |   |                                |

| 5. Mai Scorecard | Hyderabad | Delhi Daredevils 163-5 (20)               | – | Sunrisers Hyderabad 164-3 (19.5) |
|                  |           | Sunrisers Hyderabad gewinnt mit 7 wickets |   |                                  |

| 6. Mai Scorecard | Mumbai | Mumbai Indians 181-4 (20)          | – | Kolkata Knight Riders 168-6 (20) |
|                  |        | Mumbai Indians gewinnt mit 13 Runs |   |                                  |

| 6. Mai Scorecard | Indore | Rajasthan Royals 152-9 (20)           | – | Kings XI Punjab 155-4 (18.4) |
|                  |        | Kings XI Punjab gewinnt mit 6 wickets |   |                              |

| 7. Mai Scorecard | Hyderabad | Sunrisers Hyderabad 146 (20)           | – | Royal Chall. Bangalore 141-6 (20) |
|                  |           | Sunrisers Hyderabad gewinnt mit 6 Runs |   |                                   |

| 8. Mai Scorecard | Jaipur | Rajasthan Royals 158-8 (20)          | – | Kings XI Punjab 143-7 (20) |
|                  |        | Rajasthan Royals gewinnt mit 15 Runs |   |                            |

| 9. Mai Scorecard | Kolkata | Mumbai Indians 210-6 (20)           | – | Kolkata Knight Riders 108 (181) |
|                  |         | Mumbai Indians gewinnt mit 102 Runs |   |                                 |

| 10. Mai Scorecard | Delhi | Delhi Daredevils 187-5 (20)               | – | Sunrisers Hyderabad 191-1 (18.5) |
|                   |       | Sunrisers Hyderabad gewinnt mit 9 Wickets |   |                                  |

| 11. Mai Scorecard | Jaipur | Chennai Super Kings 176-4 (20)         | – | Rajasthan Royals 177-6 (19.5) |
|                   |        | Rajasthan Royals gewinnt mit 4 Wickets |   |                               |

| 12. Mai Scorecard | Indore | Kolkata Knight Riders 245-6 (20)          | – | Kings XI Punjab 214-8 (20) |
|                   |        | Kolkata Knight Riders gewinnt mit 31 Runs |   |                            |

| 12. Mai Scorecard | Bangalore | Delhi Daredevils 181-4 (20)                       | – | Royal Chall. Bangalore 187-5 (19) |
|                   |           | Royal Challengers Bangalore gewinnt mit 5 Wickets |   |                                   |

| 13. Mai Scorecard | Chennai | Sunrisers Hyderabad 179-4 (20)            | – | Chennai Super Kings 180-2 (19) |
|                   |         | Chennai Super Kings gewinnt mit 8 Wickets |   |                                |

| 13. Mai Scorecard | Mumbai | Mumbai Indians 168-6 (20)              | – | Rajasthan Royals 171-3 (18) |
|                   |        | Rajasthan Royals gewinnt mit 7 Wickets |   |                             |

| 14. Mai Scorecard | Indore | Kings XI Punjab 88 (15.1)                          | – | Royal Chall. Bangalore 92-0 (8.1) |
|                   |        | Royal Challengers Bangalore gewinnt mit 10 Wickets |   |                                   |

| 15. Mai Scorecard | Kolkata | Rajasthan Royals 142 (19)                   | – | Kolkata Knight Riders 145-4 (18) |
|                   |         | Kolkata Knight Riders gewinnt mit 6 Wickets |   |                                  |

| 16. Mai Scorecard | Mumbai | Mumbai Indians 186-8 (20)         | – | Kings XI Punjab 183-5 (20) |
|                   |        | Mumbai Indians gewinnt mit 3 Runs |   |                            |

| 17. Mai Scorecard | Bangalore | Royal Chall. Bangalore 218-6 (20)               | – | Sunrisers Hyderabad 204-3 (20) |
|                   |           | Royal Challengers Bangalore gewinnt mit 14 Runs |   |                                |

| 18. Mai Scorecard | Delhi | Delhi Daredevils 162-5 (20)          | – | Chennai Super Kings 128-6 (20) |
|                   |       | Delhi Daredevils gewinnt mit 34 Runs |   |                                |

| 19. Mai Scorecard | Jaipur | Rajasthan Royals 164-5 (20)          | – | Royal Chall. Bangalore 134 (19.2) |
|                   |        | Rajasthan Royals gewinnt mit 30 Runs |   |                                   |

| 19. Mai Scorecard | Hyderabad | Sunrisers Hyderabad 172-9 (20)              | – | Kolkata Knight Riders 173-5 (19.4) |
|                   |           | Kolkata Knight Riders gewinnt mit 5 Wickets |   |                                    |

| 20. Mai Scorecard | Delhi | Delhi Daredevils 174-4 (20)          | – | Mumbai Indians 163 (19.3) |
|                   |       | Delhi Daredevils gewinnt mit 11 Runs |   |                           |

| 20. Mai Scorecard | Chennai | Kings XI Punjab 153 (19.4)                | – | Chennai Super Kings 159-5 (19.1) |
|                   |         | Chennai Super Kings gewinnt mit 5 Wickets |   |                                  |

### Playoffs
|  | Halbfinale (semi-finals) | Halbfinale (semi-finals) | Halbfinale (semi-finals) |            |                       | Vorschlussrunde (final) | Vorschlussrunde (final) | Vorschlussrunde (final) |                     |            | Finale (grand final) | Finale (grand final) | Finale (grand final) |
|  |                          |                          |                          |            |                       |                         |                         |                         |                     |            |                      |                      |                      |
|  | 1                        | Sunrisers Hyderabad      | 139/7 (20)               |            |                       |                         |                         |                         |                     |            |                      |                      |                      |
|  | 2                        | Chennai Super Kings      | 140/8 (19.1)             |            |                       |                         |                         |                         |                     | 2          | Chennai Super Kings  | 181/2 (18.3)         |                      |
|  | 2                        | Chennai Super Kings      | 140/8 (19.1)             | 1          | Sunrisers Hyderabad   | 174/7 (20)              |                         |                         |                     | 2          | Chennai Super Kings  | 181/2 (18.3)         |                      |
|  |                          |                          |                          | 1          | Sunrisers Hyderabad   | 174/7 (20)              |                         | 1                       | Sunrisers Hyderabad | 178/6 (20) |                      |                      |                      |
|  |                          | 3                        | Kolkata Knight Riders    | 160/9 (20) |                       |                         |                         | 1                       | Sunrisers Hyderabad | 178/6 (20) |                      |                      |                      |
|  | 3                        | 3                        | Kolkata Knight Riders    | 160/9 (20) | Kolkata Knight Riders | 169/7 (20)              |                         |                         |                     |            |                      |                      |                      |
|  | 3                        |                          |                          |            | Kolkata Knight Riders | 169/7 (20)              |                         |                         |                     |            |                      |                      |                      |
|  | 4                        | Rajasthan Royals         | 144/4 (20)               |            |                       |                         |                         |                         |                     |            |                      |                      |                      |

#### Spiel A
| 22. Mai Scorecard | Mumbai | Sunrisers Hyderabad 139-7 (20)            | – | Chennai Super Kings 140-8 (19.1) |
|                   |        | Chennai Super Kings gewinnt mit 2 Wickets |   |                                  |

#### Spiel B
| 23. Mai Scorecard | Pune | Kolkata Knight Riders 169-7 (20)          | – | Rajasthan Royals 144-4 (20) |
|                   |      | Kolkata Knight Riders gewinnt mit 25 Runs |   |                             |

#### Spiel C
| 25. Mai Scorecard | Pune | Sunrisers Hyderabad 174-7 (20)          | – | Kolkata Knight Riders 160-9 (20) |
|                   |      | Sunrisers Hyderabad gewinnt mit 14 Runs |   |                                  |

#### Finale
| 27. Mai Scorecard | Mumbai | Sunrisers Hyderabad 178-6 (20)            | – | Chennai Super Kings 181-2 (18.3) |
|                   |        | Chennai Super Kings gewinnt mit 8 Wickets |   |                                  |